# زیردریایی کلاس دراکن
زیردریایی کلاس دراکن (به انگلیسی: Draken-class submarine) یک کلاس از زیردریایی است که طول آن 69,3 m می‌باشد.